# 斯蒂芬·斯梅爾
斯蒂芬·斯梅爾（英語：Stephen Smale，1930年7月15日—），美國數學家、加州大学伯克利分校荣休教授，1966年獲得菲爾茲獎，2007年獲得沃爾夫獎。他因證出五維或以上的龐加萊猜想而成名。然後轉向研究動力系統，作出重要成就，還勾劃出研究計劃，給很多研究者實行。斯梅爾也作過數學經濟的工作，近期也探究了不同的計算理論。
1998年斯梅爾列出了21世紀的18道數學問題，精神上沿襲了1900年知名的希爾伯特數學問題。斯梅爾的問題有一部分也來自希爾伯特數學問題。問題包括還未解決的雅可比猜想和黎曼猜想。
斯梅爾另一有名的定理，是證明出球面能夠外翻的斯梅爾悖論。這悖論是說如果容許球面穿過自己，球面內壁能夠翻到外面而不摺皺。
斯梅爾於1957年在密歇根大學獲得博士學位，曾執教於哥倫比亞大學和加州柏克萊大學。1995年自柏克萊大學退休後，到香港城市大學擔任教授。他現在為丰田工业大学芝加哥分校教授。為表彰他的貢獻，一顆1982年發現的小行星於2000年便以他來命名。

## 生平與教育
斯梅爾出生於美國密西根州弗林特，並在1948年進入密西根大學。開始時，斯梅爾是個好學生，他修了Robert M. Thrall開的微積分榮譽班的課並得到A的成績；然而在大二和大三時，斯梅爾成績平庸，他絕大多數課程的分數等第為B、C，甚至他修的核物理學被當掉。
斯梅爾在1952年得到學士學位，盡管他的成績不佳，但幸運地，密西根大學數學系研究所願意收他，讓他當研究生；然而再一次地，斯梅爾於第一年表現不佳，其平均分數的等第為C，而他在系主任Theophil Henry Hildebrandt威脅將他開除後，才開始認真學習。斯梅爾最終在拉烏爾·博特的指導下，於1957年得到博士學位，並藉由在芝加哥大學擔任講師開始其職業生涯。
在職涯早期，斯梅爾涉入其對自身工作習慣的評價所帶來的爭議中；但在這段期間，他證明了高維（5維以上）龐加萊猜想，他曾說他最好的成果是「在里約的海灘上做出的」。
他在政治上活躍，並參與諸如言論自由運動等多個政治運動中。1966年，在接受國家科學基金會補助去莫斯科領菲爾茲獎後，他在當地的一個記者招待會上譴責美國對越戰的介入、蘇聯對匈牙利的干涉，以及蘇聯對知識份子的迫害；而他在回美國後無法重獲補助。之後他曾一度收到來自眾議院非美活動調查委員會的傳票。
1960年，斯梅爾贏得斯隆研究獎並得到加州大學柏克萊分校的職位，次年他成為哥倫比亞大學的教授。在1964年他回到柏克萊擔任教授，並在此展開他職業生涯的主要部分；之後他在1995年成為柏克萊的榮譽退休教授，並就任香港城市大學教授；另外他也花了許多時間，累積了最佳的私人礦石收藏之一。許多斯梅爾的礦石樣本可見於《斯梅爾的收藏：自然晶體之美》（The Smale Collection: Beauty in Natural Crystals）一書當中。
在2003至2012年期間，斯梅爾擔任豐田工業大學芝加哥分校的教授；此外自2009年8月1日起，他開始擔任香港城市大學的特聘教授。
除此之外，1988年，斯梅爾獲得美國數學協會所頒發的Chauvenet獎；此外在2007年，斯梅爾獲得沃爾夫數學獎。

## 外部連結
- 香港城市大学个人网页